# Mario Cenzi
Mario Cenzi (San Vito di Leguzzano, 16 novembre 1912 – Sarriòn, 13 luglio 1938) è stato un militare e aviatore italiano, decorato di Medaglia d'oro al valor militare alla memoria nel corso della guerra civile spagnola.

## Biografia
Nacque a San Vito di Leguzzano, provincia di Vicenza, il 16 novembre 1912. Conseguì il diploma di ragioniere e perito commerciale presso l'Istituto tecnico commerciale ad indirizzo mercantile di Padova nel 1934. Nel 1934-1935 si iscrisse alla facoltà di economia e commercio dell'Istituto Superiore di scienze economiche e commerciali dell'Università Cà Foscari di Venezia. Iscritto nel 1935 al corso di pilota per volo a vela, nello stesso anno fu ammesso, a domanda, quale aviere, al corso allievi ufficiali piloti di complemento della Regia Aeronautica. Nel maggio 1936 conseguì sull'aeroporto di Pisa il primo brevetto di pilota, e sei mesi dopo a Grottaglie quello di pilota militare. Nominato sottotenente pilota nel marzo 1937, prestò il servizio di prima nomina presso il 51º Stormo Caccia Terrestre. Trattenuto in servizio attivo a domanda nel dicembre 1937, fu assegnato ll'Aviazione Legionaria e mandato a combattere nella guerra di Spagna nei reparti da caccia. Si distinse subito nei combattimenti tanto da venire decorato con una medaglia d'argento al valor militare. Cadde in combattimento sul cielo di Sarriòn il 13 luglio del 1938, e fu decorato con la medaglia d'oro al valor militare alla memoria. Il 15 novembre 1939 il rettore Carlo Alberto dell'Agnola gli conferì la laurea "honoris causa" in economia e commercio. Una piazza di Montebello Vicentino e una di Sirmione portano il suo nome.

### Annotazioni
1. ↑  Suo padre Cesare era stato nominato commissario prefettizio della cittadina sul lago di Garda, di cui dopo la fine della seconda guerra mondiale ne fu anche sindaco.

### Fonti
1. 1 2 3 4 5 6 7  Combattenti Liberazione.
2. 1 2  Gruppo Medaglie d'Oro al Valor Militare 1965, p. 302.
3. 1 2 3  Ufficio Storico dell'Aeronautica Militare 1969, p. 75.
4. ↑  Università Cà Foscari Venezia.
5. ↑  Amici di Montebello.
6. ↑  Medaglie d'oro al valor militare sul sito della Presidenza della Repubblica